# هنري بالمر (سياسي)
هنري بالمر (بالإنجليزية: Henry Palmer) هو جراح وسياسي أمريكي، ولد في 1827.